# Wards de la Cité de Londres

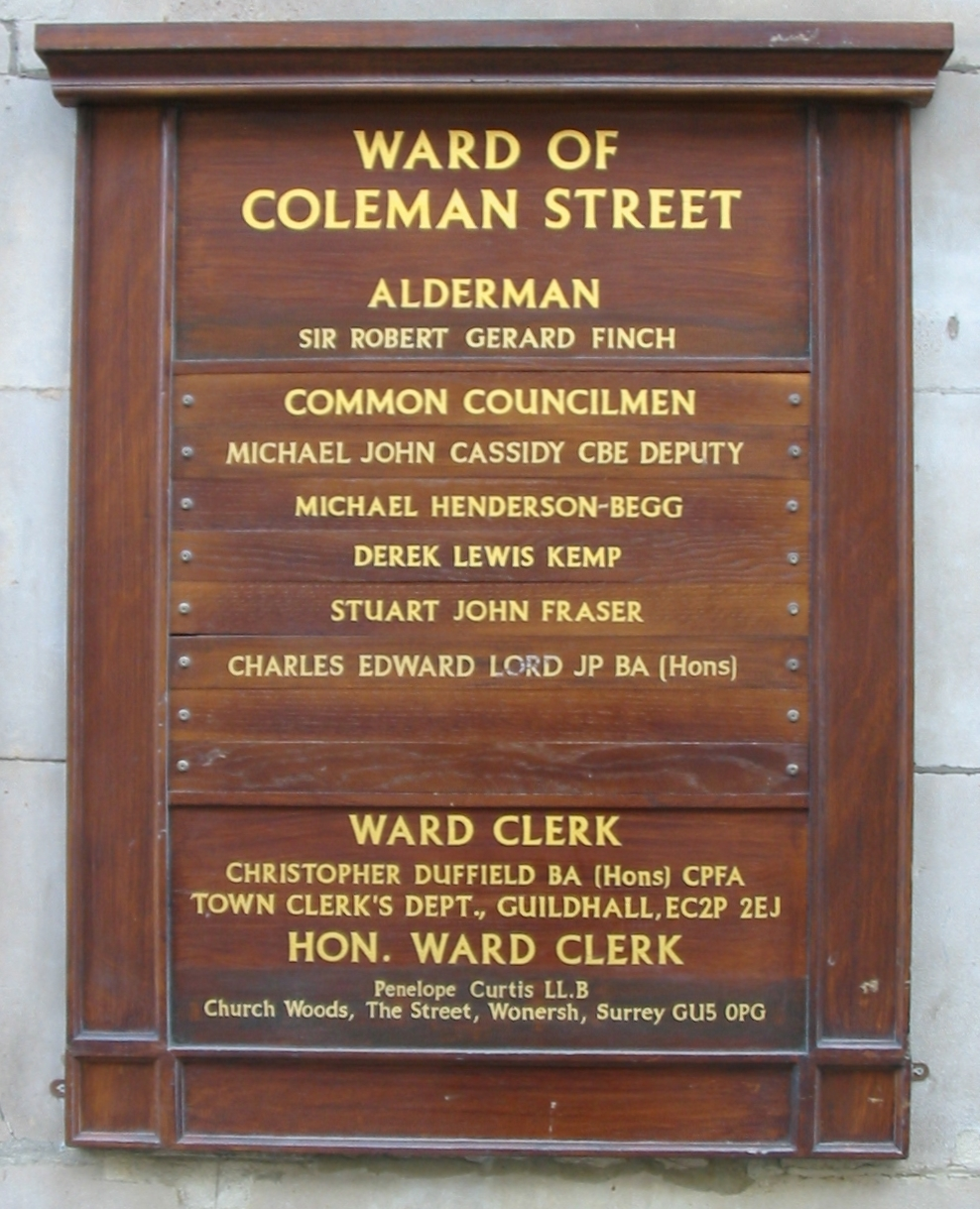
Un tableau d'affichage en bois (chaque quartier en a au moins un) affichant l'échevin, les conseillers municipaux (dont l'un est le député de l'échevin) et les greffiers de ce quartier.

La Cité de Londres (également connue simplement sous le nom de "The City") est divisée en 25 quartiers (wards). La ville est le noyau historique de la métropole beaucoup plus large du Grand Londres, avec une forme ancienne et sui generis de gouvernement local, qui a évité les nombreuses réformes du gouvernement local ailleurs dans le pays aux 19e et 20e siècles. Contrairement aux autres autorités locales anglaises modernes, la City of London Corporation a deux organes de conseil : la Cour des échevins, désormais largement cérémonielle, et la Cour du Conseil commun.
Les quartiers sont une survivance du système gouvernemental médiéval qui permettait à de très petites zones d'exister en tant qu'unités autonomes au sein de la ville élargie. Ce sont à la fois des sous-divisions électorales / politiques et des entités cérémonielles, géographiques et administratives permanentes au sein de la ville. Leurs limites ont été modifiées en 2003 et, dans une moindre mesure, en 2013, bien que le nombre de quartiers et leurs noms n'aient pas changé.

## Changements au cours des siècles
Les protections sont anciennes et leur nombre n'a changé que trois fois depuis leur création dans des temps immémoriaux. Leur nombre a été fixé à 24 en l'an 1206. En 1394, Farringdon a été divisé en Farringdon Within et Farringdon Without. En 1550, le quartier de Bridge Without fut créé au sud de la rivière, le quartier de Bridge devenant Bridge Within. Ces deux quartiers ont été fusionnés en 1978 dans le quartier actuel de Bridge. Ainsi, le nombre de paroisses était de 24 avant 1394, 25 de 1394 à 1550, puis 26 après 1550 à 1978, et 25 depuis 1978.

Une carte des quartiers tels qu'ils étaient à la fin du 19e siècle. Les quartiers Farringdon Within et Tower avaient chacun une partie détachée (aucune partie détachée n'existe depuis 2003).

Une carte des quartiers après la refonte des limites en 2003.

### Mur de Londres
Les mots "Without" et "Within" indiquent si le quartier est situé à l'extérieur ou à l'intérieur du mur de Londres, bien que seuls Farringdon et (anciennement) Bridge aient été divisés de cette façon en des quartiers (Bridge Without était au-delà des portes du London Bridge). Certains quartiers - Aldersgate, Bishopsgate et Cripplegate - couvrent une zone qui se trouvait à la fois à l'intérieur et à l'extérieur du mur et, bien qu'ils ne soient pas divisés en quartiers séparés, souvent la partie (ou division) à l'intérieur du mur est indiquée (sur les cartes, dans les documents, etc.).) comme étant « Within » et la partie à l'extérieur du mur comme « Without ». Archaïquement, "Infra" (dedans) et "Extra" (dehors) et les termes "intra-muros" et "extra-muros" avaient la même signification.

## Liste des quartiers

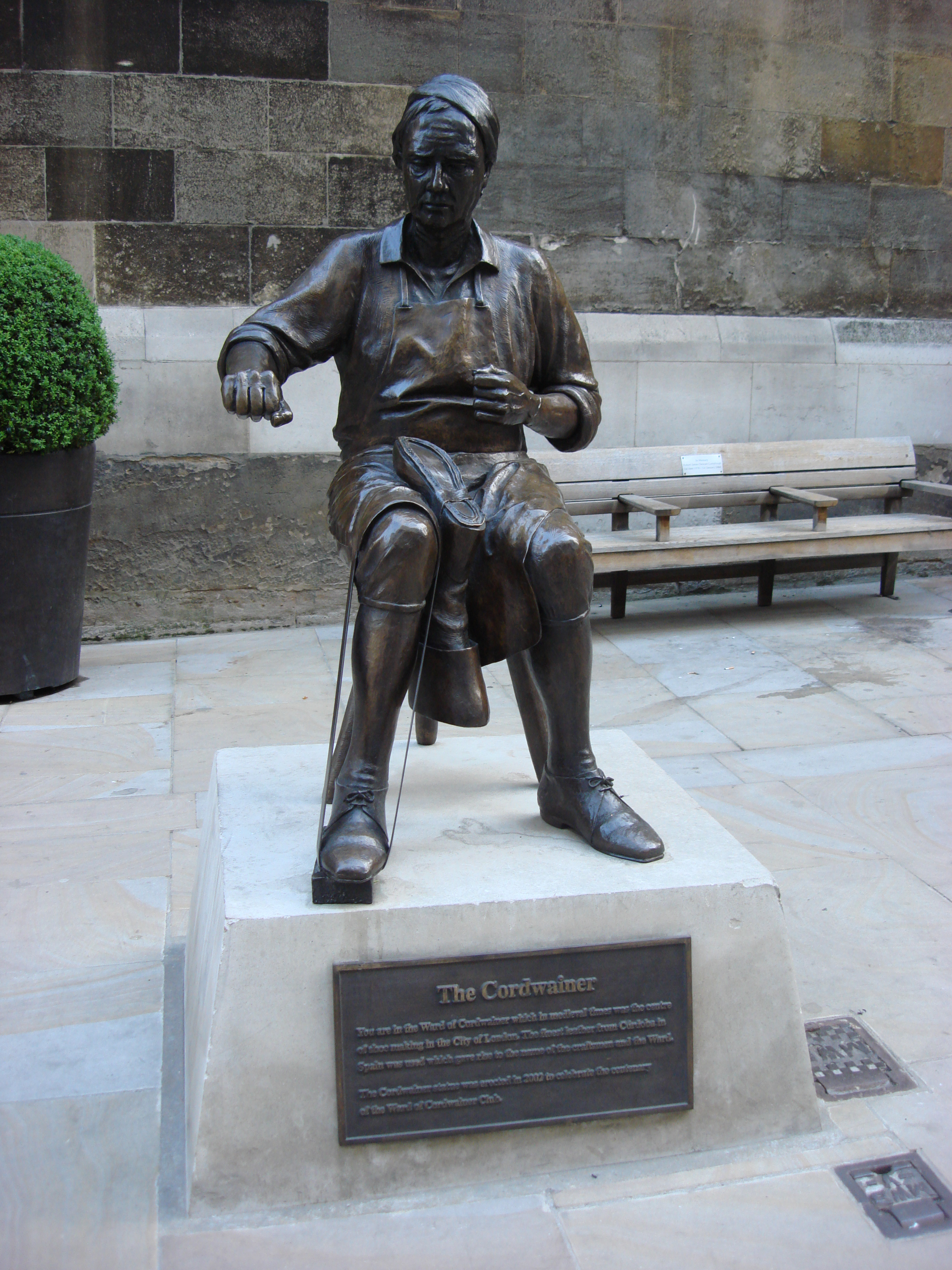
Une statue de cordonnier: le métier a donné son nom au quartier des cordonniers.

Le nombre de roturiers que chaque quartier retourne à la Cour du conseil commun est indiqué (pour avant et après les élections de 2013); étant largement basé sur la taille de l'électorat, cela donne une indication sur le nombre actuel de résidents (en ce qui concerne les quatre quartiers résidentiels) et l'ampleur de l'activité commerciale. (Un symbole † apparaît lorsque la représentation a été plafonnée malgré les règles d'allocation normales.)
| Ward                           | Common Councilmen (2003–2013) | Common Councilmen (2013–) | Divisions | Notes                                                                                                 |
| ------------------------------ | ----------------------------- | ------------------------- | --- | --- |
| Aldersgate                     | 5                             | 6                         | Often (though not currently) divided into "Within" and "Without" | Named for the Roman gate                                                                              |
| Aldgate                        | 5                             | 5                         | none | Named for the Roman gate                                                                              |
| Bassishaw (en)                 | 3                             | 2                         | none | Archaically named "Basinghall ward"; historically the smallest ward                                   |
| Billingsgate (en)              | 2                             | 2                         | none | |
| Bishopsgate                    | 8                             | 6                         | Often (even today) divided into "Within" and "Without", with a Deputy appointed for each division | Named for the Roman gate                                                                              |
| Bread Street (en)              | 2                             | 2                         | none | |
| Bridge and Bridge Without (en) | 2                             | 2                         | none | Merger of Bridge (Within) with Bridge Without in 1978; commonly known simply as Bridge                |
| Broad Street (en)              | 3                             | 3                         | Historically (pre-c. 1800) was divided into "Upper" and "Lower" divisions | |
| Candlewick (en)                | 2                             | 2                         | none | |
| Castle Baynard (en)            | 7                             | 8                         | Historically (pre-c. 1800) was divided into "First" and "Second" divisions | Named after the former Baynard's Castle                                                               |
| Cheap (en)                     | 2                             | 3                         | none | Archaic word meaning "market"                                                                         |
| Coleman Street (en)            | 5                             | 4                         | none | |
| Cordwainer (en)                | 3                             | 3                         | none | Sometimes referred to as the "Cordwainers' ward" — the trade which gave the ward its name             |
| Cornhill                       | 2                             | 3                         | none | |
| Cripplegate                    | 9†                            | 8                         | Often (even today) divided into "Within" and "Without", with 5 Councilmen allocated to Within, 4 to Without, and a Beadle and a Deputy appointed for each division                                                                                  | Named for the Roman gate                                                                              |
| Dowgate (en)                   | 2                             | 2                         | Historically (pre-c. 1800) was divided into "East" and "West" divisions | |
| Farringdon Within (en)         | 8†                            | 8                         | Currently divided into "North" and "South" sides, with 4 Common Councilmen allocated to and a Deputy appointed for each side | Result of split of Farringdon ward in 1394; within the London Wall                                    |
| Farringdon Without (en)        | 10†                           | 10†                       | Divided (historically) into Fleet Street and Holborn sides, or (historically and currently) into "North" and "South" sides with 5 Common Councilmen allocated to and a Deputy appointed for each side. City Police however now split ward east-west | Result of split of Farringdon ward in 1394; outwith the Wall; includes Inner Temple and Middle Temple |
| Langbourn (en)                 | 2                             | 3                         | Historically (pre-c. 1800) was divided into "East" and "West" divisions | Spelt variously over the ages; possibly named after a supposed subterranean stream                    |
| Lime Street (en)               | 3                             | 4                         | none | |
| Portsoken (en)                 | 4                             | 4                         | none | Lay entirely outwith the London Wall                                                                  |
| Queenhithe                     | 2                             | 2                         | none | |
| Tower                          | 5                             | 4                         | none | Historically known as "Tower Street ward"                                                             |
| Vintry                         | 2                             | 2                         | none | Named for its association with the Vintners                                                           |
| Walbrook                       | 2                             | 2                         | none | Named after the small (now subterranean) stream that flows through the area                           |

### Anciens quartiers
| quartier       | Remarques |
| -------------- | --- |
| Farringdon     | Devenu de loin le plus grand quartier en raison de l'expansion vers l'ouest de la ville ; divisé en Farringdon Within et Farringdon Without Wards en 1394.                                  |
| Bridge Without | Créé en 1550, le seul quartier de la ville au sud de la Tamise (et à Surrey) ; a cessé de faire partie de la ville en 1899, mais seulement de jure a fusionné avec Bridge (Within) en 1978. |